# Royère-de-Vassivière
Royère-de-Vassivière [ʁwaˈjɛʁ də vasiˈvjɛʁ] (Okzitanisch: Roièra [ruˈjɛrɔ]) ist eine französische Gemeinde mit 572 Einwohnern (Stand 1. Januar 2022) im Département Creuse in der Region Nouvelle-Aquitaine. Sie gehört zum Arrondissement Guéret und zum Kanton Felletin.

## Geografie
Die Gemeinde Royère-de-Vassivière liegt im Norden des Zentralmassivs. Im Osten hat die Gemeindegemarkung einen Anteil am Lac de Lavaud-Gelade, der vom Taurion durchflossen wird. Im Süden gehört ein Teil des Lac de Vassivière zu Royère-de-Vassivière. Die Gemeinde grenzt im Norden an Saint-Pierre-Bellevue und Le Monteil-au-Vicomte, im Nordosten an Saint-Yrieix-la-Montagne, im Osten an Saint-Marc-à-Loubaud, im Südosten an Gentioux-Pigerolles, im Süden an Faux-la-Montagne und Beaumont-du-Lac, im Südwesten an Peyrat-le-Château, im Westen an Saint-Martin-Château und im Nordwesten an Saint-Pardoux-Morterolles.

## Bevölkerungsentwicklung
| Jahr      | 1962 | 1968 | 1975 | 1982 | 1990 | 1999 | 2008 | 2019 |
| --------- | ---- | ---- | ---- | ---- | ---- | ---- | ---- | ---- |
| Einwohner | 831  | 771  | 744  | 782  | 670  | 636  | 566  | 577  |

## Sehenswürdigkeiten
- Rigole du diable, etwa „Teufelsschlucht“, ein vom Taurion eingeschnittener Graben
- Kirche Saint-Germain, Monument historique

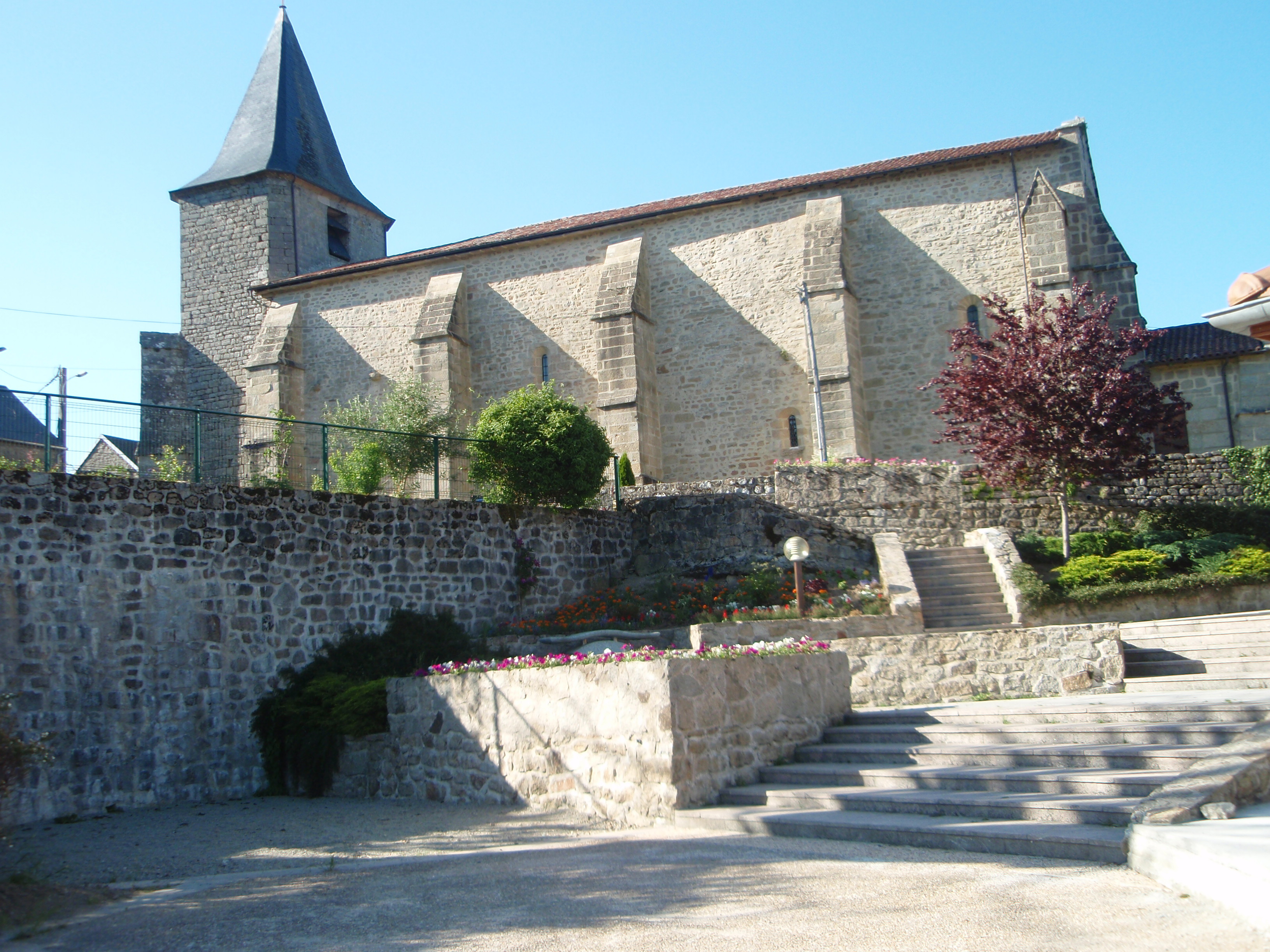
Kirche Saint-Germain
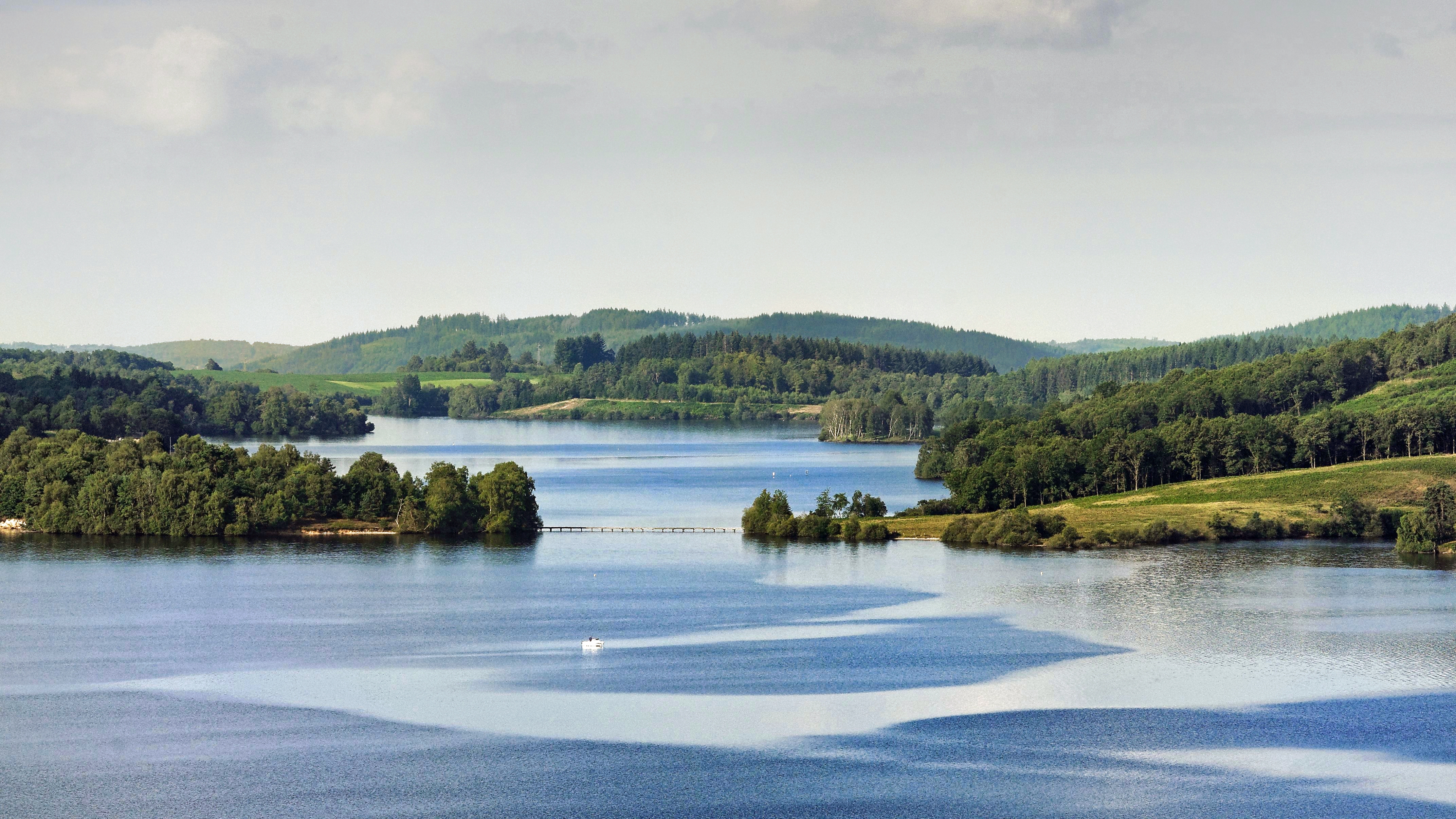
Lac de Vassivière
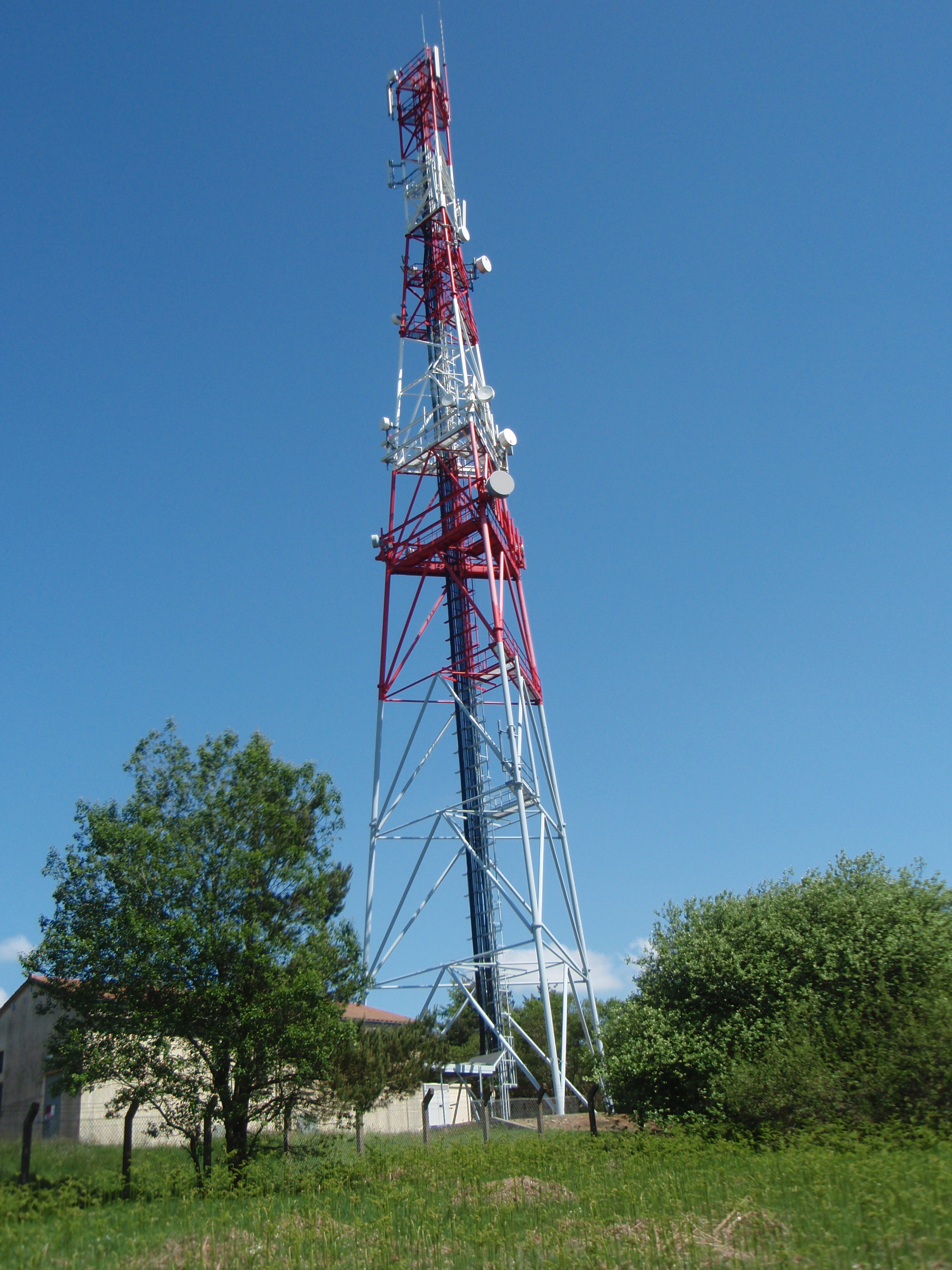
Sendeturm
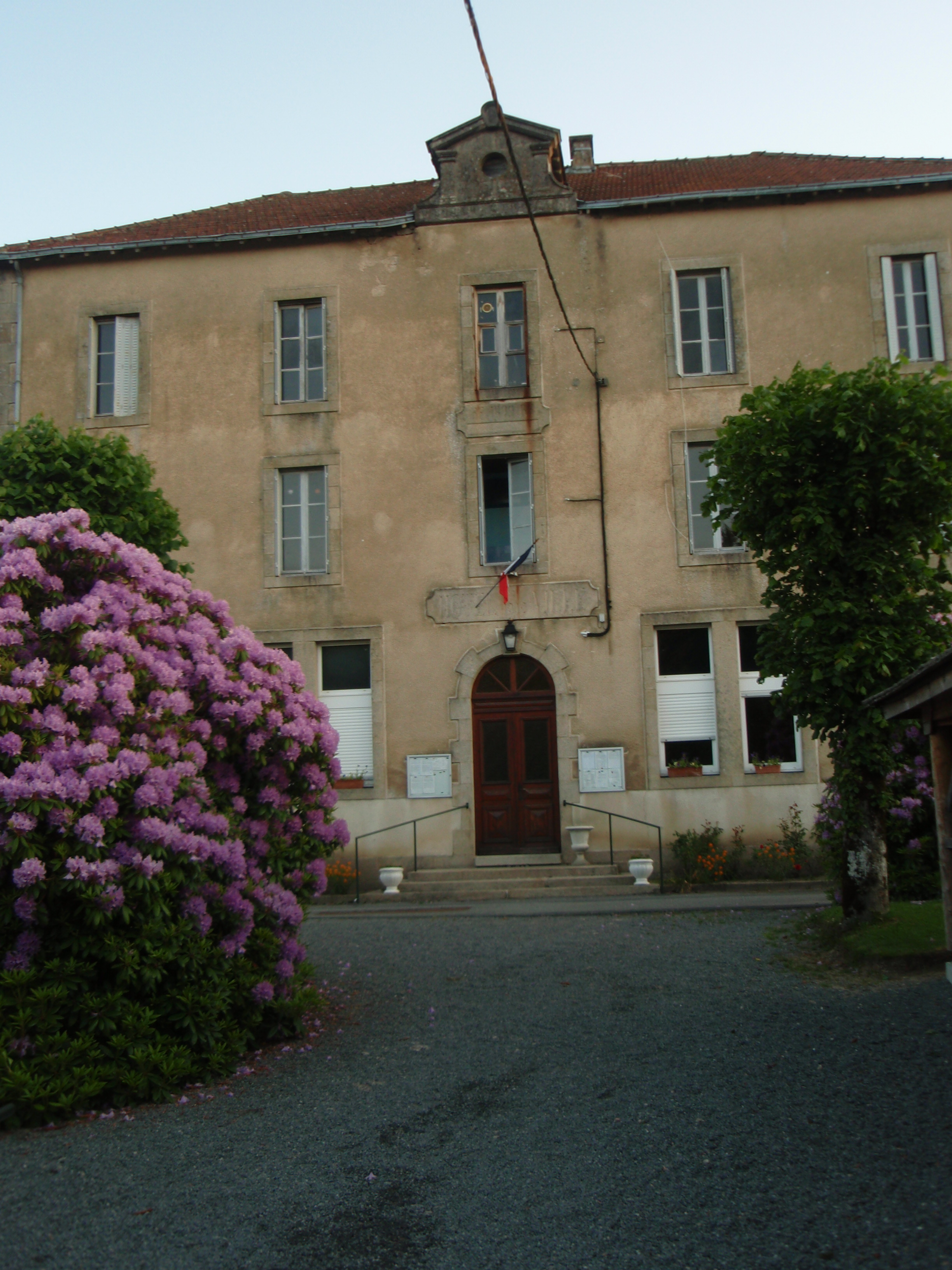
Mairie